# Sobtyëgan
Il Sobtyëgan (in russo Собтыёган?) è un fiume della Russia, nella Siberia occidentale, affluente di destra dell'Ob'. Scorre nel  Priural'skij rajon del Circondario autonomo Jamalo-Nenec.
Il fiume ha origine nel bassopiano della Siberia occidentale e scorre in direzione nord-occidentale. Nella zona del villaggio di Pel'vož, nel distretto urbano della città di Salechard (circa 40 km a sud della città), sfocia attraverso due corsi d'acqua in canali che a loro volta si collegano all'Igorskoj Ob', sul lato destro dell'Ob', a sud della foce del Poluj.  La lunghezza del Sobtyëgan è di 234 km. L'area del bacino è di 3760 km².